# Port-en-Bessin-Huppain
Port-en-Bessin-Huppain är en kommun i departementet Calvados i regionen Normandie i norra Frankrike. Kommunen ligger i kantonen Ryes som ligger i arrondissementet Bayeux. År 2022 hade Port-en-Bessin-Huppain 1 888 invånare.

## Befolkningsutveckling
Antalet invånare i kommunen Port-en-Bessin-Huppain
Referens:INSEE